# Port lotniczy Tachileik
Port lotniczy Tachileik (IATA: THL, ICAO: VYTL) – port lotniczy położony w Tachileik, w stanie Szan, w Birmie.